# Fernando Pérez Royo

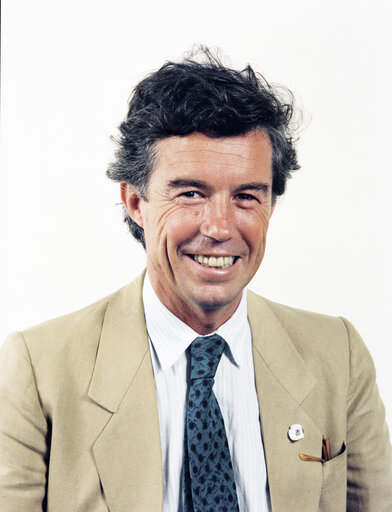
Fernando Pérez Royo, 2013

Fernando Pérez Royo (* 25. Januar 1943 in Alcalá de Guadaira) ist ein spanischer Politiker und Hochschullehrer.

## Leben
Pérez Royo studierte an der Universität von Sevilla Rechtswissenschaft.  Er promovierte an der Universität von Bologna. Einer seiner Lehrer war der spätere Finanzminister der UCD, Jaime García Añoveros.
Während sein Bruder Javier seinen Schwerpunkt auf öffentliches und Verfassungsrecht gelegt hatte, war sein Schwerpunkt das Finanz- und Steuerrecht.
Von 1979 bis 1985 war er Mitglied im Zentralkomitee der PCE und Abgeordneter im Congreso de los Diputados. Er gehörte zu den Eurokommunisten der PCE. Im April 1985 wurde er zum Nachfolger von Santiago Carillo als Sprecher der PCE im spanischen Kongress gewählt. Diesen Posten behielt er bis 1986 und wechselte dann als Europa-Abgeordneter nach Brüssel. Im Dezember 1991 verließ er die PCE, weil für ihn die „kommunistische Realität“ untergegangen war,  und blieb vorerst als Unabhängiger bei Izquierda Unida, für die er von 1987 bis 1992 im Europäischen Parlament saß. 1989–1992 war er Vizepräsident des Europaparlaments. Danach verließ er die Izquierda Unida und schloss sich PSOE an und wurde für sie von 1994 bis 2004 Abgeordneter im Europäischen Parlament.
Später war er ordentlicher Professor für Finanz- und Steuerrecht an der Universität Sevilla, heute emeritiert.

## Werke (Auswahl)
- 1986: Los delitos y las infracciones en materia tributaria
- 1990: Derecho financiero y tributario, Parte general, (Tratados y manuales)
- 1996: Comentarios a la reforma de la Ley general tributaria (Colección Monografías Aranzadi)